# Filip Kutew

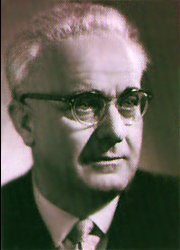
Filip Kutew

Filip Kutew, eigentlich Filip Kutew Tenew, (bulgarisch Филип Кутев; * 13. Juni 1903 in Ajtos; † 27. November 1982 in Sofia) war ein bulgarischer Komponist und Dirigent.

## Leben
Er absolvierte zunächst die Musikhochschule in Sofia und war dann ab 1951 als künstlerischer Leiter des staatlichen Ensembles für  Volkslieder und -tänze Bulgariens tätig. Er verfasste Lieder und Kammermusiken. Außerdem schuf er Bearbeitungen von Volksliedern. Seine Werke sind von der Folklore beeinflusst.
Er wurde als Held der Sozialistischen Arbeit und mit dem Dimitroffpreis ausgezeichnet. In der Fernsehshow Welikite Balgari wurde Filip Kutew im Jahr 2006 von den bulgarischen Fernsehzuschauern auf Platz 95 der größten Bulgaren gewählt. Nach ihm wurden ein Chor und in Kotel eine Musikschule benannt.